# Главный начальник горных заводов хребта Уральского
Гла́вный нача́льник го́рных заво́дов хребта́ Ура́льского (Главный начальник Уральских горных заводов) — должность руководителя Горного правления, осуществлявшего руководство казёнными и контроль над частными предприятиями. Подчинялся только императору, сенату и министру финансов. Должность была учреждена в 1825 году, назначались на неё военные в генеральских чинах.

## История
Горная власть на Урале в 1811—1826 годах была неоднозначной и запутанной. С одной стороны, Горное правление было подчинено сразу нескольким ведомствам, которые могли предъявлять к нему противоречивые требования. С другой стороны, генерал-губернаторский статус руководителя обеспечивал уровень независимости от всех ведомств сразу, включая Министерство финансов. В 1811 году генерал-губернаторство было ликвидировано и региональная горная администрация избавилась и от генерал-губернаторского контроля. Всем было ясно, что такая неразбериха не может длиться вечно. К концу 1825 года было подготовлено два проекта: один из которых (автор В. Ю. Соймонов) предлагал преобразовать горное ведомство в самостоятельное министерство, а другой (автор министр финансов Е. Ф. Канкрин) — учредить пост главного начальника горных заводов хребта Уральского, подчинённого непосредственно министру финансов. Проверка Пермского Горного правления флигель-адъютантом графом А. Г. Строгановым, выявившая повальное взяточничество чиновников, решила дело в пользу второго варианта.
В ноябре 1826 года император Николай I подписал указ о назначении первым главным начальником генерала А. А. Богуславского. Главный начальник назывался «командиром и хозяином заводов», при этом власть его распространялась на казённые и на частные округа. Главный начальник становился директором Горного правления, постановления которого он мог единолично отменять. Должность вице-директора правления досталась берг-инспектору. Также была образована канцелярия, имевшая право разбирать дела, минуя Горное правление. Особо оговаривалось, что «Горное Правление, кроме Императорского Величества и Правительствующего Сената, ни от кого не принимает указов».

## Список главных начальников горных заводов хребта Уральского
- 1827—1831: Богуславский, Александр Андреевич[1][2]
- 1831—1837: Дитерихс, Андрей Иванович[3][4]
- 1837—1856: Глинка, Владимир Андреевич
- 1856—1863: Фелькнер, Фёдор Иванович[5]
- 1863—1870: Иосса, Александр Андреевич[6]
- 1871—1896: Иванов, Иван Павлович[7]
- 1897—1912: Боклевский, Павел Петрович[8]
- 1913—1917: Егоров, Павел Иванович[9][10]